# Paulo S. L. M. Barreto
Paulo Sérgio Licciardi Messeder Barreto (Salvador, 1965) é um criptógrafo brasileiro e um dos criadores do algoritmo de hash Whirlpool.
Graduou-se em Física pela Universidade de São Paulo em 1987. Trabalhou em empresas como Unisys e Scopus Tecnologia como desenvolvedor de software e pesquisador de segurança. Barreto recebeu seu Ph.D. em 2003 e tornou-se livre-docente em 2011. Atualmente trabalha como professor associado no Departamento de Engenharia de Computação e Sistemas Digitais, Escola Politécnica da Universidade de São Paulo.

## Obra
- Desenvolveu em conjunto com Vincent Rijmen o algoritmo de hash Whirlpool;
- Desenvolveu cifras criptográficas de bloco Anubis[1] e KHAZAD,[2] também em conjunto com Vincent Rijmen.
- Apresentou um trabalho na conferência Crypto 2002 (Efficient algorithms for Pairing-based cryptosystems) — foi citado como hot-paper pelo ESI Thompson;[3]